# Ocke Christian Nerong
Ocke Christian Nerong (* 23. August 1852 in Oevenum auf Föhr; † 28. November 1909 in Flensburg) war ein deutscher Lehrer und Heimatforscher.

## Leben
Zur Schule ging Ocke Nerong in Wrixum und lernte durch die Förderung durch den Boldixumer Pastor Frerks sogar Latein und Französisch. Er wurde zunächst Präparant (Leichendiener) in Adelby. 1872 bis 1875 besuchte er das Lehrerseminar in Tondern und wurde Lehrer auf seiner Heimatinsel Föhr in der einklassigen Dorfschule Alkersum. Er organisierte Theateraufführungen und gründete eine Schulbibliothek. 1877 heiratete er Friederike Lorenzen (1854–1942), die Tochter eines Wyker Werftbesitzers, mit der er sechs Kinder hatte. Hier begann seine Heimatforschung. Er sammelte Pflanzen, Käfer, Schmetterlinge, Muscheln und Schnecken. Außerdem war er leidenschaftlicher Sternenkundler. 1880 wurde er Lehrer auf dem Festland in Angeln an der Dorfschule Dollerup und blieb dieses bis zu seinem Tode.
Als rastloser Heimatforscher verbrachte er all seine freie Zeit und auch seine Ferien mit seiner Leidenschaft. Er studierte selbstfinanziert Quellen in allen Archiven des Landes bis hin nach Kopenhagen. Mit Gründlichkeit und Gewissenhaftigkeit schrieb er Chroniken über die Insel Föhr und über seinen Wohnort im Kirchspiel Grundhof. Darüber hinaus publizierte er auch viele Zeitungsaufsätze und Reden zu geschichtlichen Themen seiner Heimat.

## Werke (Auswahl)
- Die Kirchhöfe Föhrs, Dollerup 1909.
- Die Insel Föhr, Dollerup 1903, ISBN 3-7963-0192-4.
- mit P. J. C Andresen: Harro Paul Harring. Ein Erinnerungsblatt an einen eigengearteten Landsmann. In: Die Heimat. Monatsschrift des Vereins zur Pflege der Natur- und Landeskunde in Schleswig-Holstein, Hamburg und Lübeck. Bd. 11 (1901), Heft 1, Januar 1901, S. 10–14 (Digitalisat), Teil II., Heft 2, Februar 1901, S. 29–33 (Digitalisat).
- (Hrsg.): Willkürsbriefe oder Dorfsbeliebungen aus dem Kreise Flensburg, 152 S., Dollerup 1900.
- Das Dorf Wrixum: Historisch und topografisch beschrieben, Selbstverlag, Dollerup  1898
- Familienchronik des Kirchspiels Grundhof, Dollerup 1895.
- Das Kirchspiel Grundhof: historisch und topografisch beschrieben, Selbstverlag 1895, Nachdruck der Originalausgabe 2017, ISBN 978-3-7411-1108-2
- Die Grundhofer Kirche: Nebst einem Verzeichnis der Prediger, Organisten, Lehrer, Gutsbesitzer und Kirchenbohlsbesitzer des Kirchspiels Grundhof, zum Theil von der Reformation an. Dolerup 1888.
- Chronik der Familie Flor, Dollerup 1887.